# Disastro di Yongjia
Il disastro di Yongjia (cinese: 永嘉之祸) si riferisce agli eventi avvenuti nel 311 d.C., quando le forze dei Wu Hu conquistarono Luoyang, la capitale della dinastia Jin. Dopo questa vittoria, le forze dei Wu Hu commisero un massacro entrando nella città, uccidendo il principe ereditario Jin, una schiera di ministri e oltre 30.000 civili. Si ritiene che fu questo l'evento che condusse alla caduta della dinastia Jin, dominata e unificata dalla maggioranza degli Han, e al suo reinsediamento come dinastia Jin orientale.